# Krystian Bala
Krystian Bala, född 1973, är en polsk författare som dömdes till 25 år i fängelse 2007, för mordet på affärsmannen Dariusz Janiszewski. Mordet ska han beskrivit detaljerat i sin bok Amok.